# Rohrenfels
Rohrenfels er en kommune i Landkreis Neuburg-Schrobenhausen i Regierungsbezirk Oberbayern, i den tyske delstat Bayern. Den er en del af Verwaltungsgemeinschaft Neuburg an der Donau.

## Geografi
Rohrenfels ligger i Planungsregion Ingolstadt 6 km syd for Neuburg an der Donau.
Kommunen blev dannet i 1978 af de tre tidligere selvstændige kommuner Ballersdorf, Rohrenfels og Wagenhofen.
Ud over Rohrenfels med bebyggelserne Baiern, Isenhofen og Krellesmühle ligger i kommunen landsbyerne Ballersdorf, Wagenhofen og bebyggelserne Ergertshausen Neustetten, Doferhof og Fesenmühle.